# Leon Avdullahu
Leon Avdullahu, né le 23 février 2004 à Soleure (Suisse), est un footballeur suisso-kosovar qui évolue au poste de milieu défensif au TSG Hoffenheim.

## Biographie
Leon Avdullahu naît le 23 février 2004 à Soleure en Suisse. Binational suisso-kosovar, il grandit à Gerlafingen, dans le même canton.
Ses parents, tous deux ouvriers, sont nés au Kosovo : le père travaille sur les chantiers ; la mère, dans une usine.
Au terme de sa scolarité obligatoire à Soleure, il déménage au foyer du Football Club Bâle. Parallèlement à sa carrière sportive, il fait un apprentissage d'employé de commerce, mené à son terme.

## Parcours sportif

### Caractéristiques de joueur
Leon Avdullahu mesure 1,85 m. Il joue au poste de milieu défensif.

### En club
Leon Avdullahu est notamment formé par le club local du FC Soleure avant de rejoindre en 2018 le FC Bâle, où il joue dans les différentes catégories de jeunes à partir de 14 ans. 
Après avoir participé à la préparation estivale de l'équipe première, il est définitivement intégré à celle-ci en juillet 2023. Il y relègue Taulant Xhaka sur le banc.
Il joue son premier match en professionnel le 13 août 2023, lors d'une rencontre de Super League, la première division suisse, contre le FC Lausanne-Sport. Il est directement titularisé et voit son équipe s'incliner par deux buts à un[pertinence contestée],.
Au cours de cette saison 2023-2024, sa première en professionnel, il parvient à jouer régulièrement et obtient même une place de titulaire dans l'entrejeu bâlois à partir de janvier 2024.
Il signe au TSG Hoffenheim en juin 2025 et quitte ainsi son club formateur le FC Bâle.

### En sélection
Leon Avdullahu possède des origines kosovares mais il représente son pays de naissance, la Suisse, en sélection. Il commence notamment avec les moins de 15 ans, jouant quatre matchs avec cette sélection, tous en 2019.
Leon Avdullahu est convoqué pour la première fois avec l'équipe de Suisse espoirs en novembre 2023,. mais ne fait aucune apparition lors de ce rassemblement. Il joue son premier match avec les espoirs le 26 mars 2024 face à l'Albanie. Il entre en jeu lors de cette rencontre remportée par les siens sur le score de trois buts à un.